# Hans Philip
Hans Philip Sery Lagui (født 18. oktober 1988 i Hjørring), bedre kendt som Hans Philip er en dansk musiker, der er kendt som den ene del af duoen Ukendt Kunstner og siden som solokunstner.

## Baggrund
Hans Philip er ud af en kristen familie. Hans Philips morfar arbejdede som præst, og mormoren var troende katolik. Hans far kommer fra Elfenbenskysten.

## Karriere

### Opstart som musiker ogUkendt Kunstner(-2017)
Hans Philip startede sin karriere ved at rappe over andre kunstneres beats, men ønskede i stedet at finde en person, der kunne lave originale beats. Igennem fælles venner mødte han Jens Ole McCoy i 2010, og de skabte sammen grimeprojektet Skørmand. Den 2. juni 2011 optrådte de på den københavnske musikfestival Distortion. Det var denne dag, at musikerduoen begyndte at tro på, at "[...] der måske kunne ske noget fedt med den musikdrøm, som var begyndt at spire i dem". De lukkede Skørmand ned i 2012.
Hælervarer (side A og B), der var gruppens første EP,  udkom i 2012, og ifølge Soundvenues anmelder Kristian Karl havde musikerduoen bevæget sig væk fra "vild grime som Skørmand" til "afdæmpet melankoli-rap som Ukendt Kunstner".
Duoen udgav den 8. marts 2013 det selvpublicerede debutalbum Neonlys. Af Soundvenue og GAFFA blev albummet tildelt henholdsvis fem og tre stjerner, og kommercielt endte albummet med at opnå guldcertificering. Albummet kredsede "[...] i høj grad om København og livet i storbyen, og for Hans Philip handler det om at kunne levere historier fra den dagligdag og de omgivelser, han selv lever i". Det var med dette album, at Ukendt Kunstner fik sit gennembrud.
Ved P3 Guld i april 2014 blev de nomineret til "P3 talentet" og "P3 lytterhittet" og løb med sejren for "P3 Talentet". I maj 2014 udkom gruppens andet album Forbandede Ungdom. Albummets lyrik havde samtidig ændret sig. Det blev således påpeget, at
| Citat | På ’Forbandede ungdom’ har neonlys og natteliv derfor også måttet vige pladsen for tekster om ophav, indre kampe og efterrefleksioner på det liv, de efterspurgte på debuten, og som de seneste par år er rykket et skridt tættere på hverdagen. Kærligheden er dog stadig en trofast genganger hos Ukendt Kunstner | Citat |
|       | |       |

I december 2016 blev det offentliggjort, at Ukendt Kunstner ophørte sit samarbejde efter fire år. De begrundede det med, at "Altså, vi er bare udbrændt". Det blev fortalt i Danmarks Radio-serien Vi var Ukendt Kunstner, som blev sendt på DR3 i tre afsnit. De spillede deres sidste koncert i august 2017 ved For Evigt Hip Hop i Rødovre.

### Solokunstner (2019-)
Efter ikke at have udgivet musik siden Ukendt Kunstners ophør udgav Hans Philip singlen "Siger ingenting" på YouTube den 10. marts 2019. Dele af sangen var forinden offentliggjort på Instagram af Kesi, Jens Ole McCoy og Hans Philip selv. Ifølge GAFFA benyttede Hans Philip i højere grad sang end rap, hvormed sangen kunne betragtes som "alternative r&b".
Den 17. marts 2019 udgav han sit første album som solokunstner. Albummet hedder Forevigt og indeholder ni sange.
Hans Philip udgav den 30. september 2022 dobbeltalbummet [α] & [β]. De to albummer [α] og [β] indeholder hver ni numre.

### Ukendt Kunstner (2023-)
I maj 2023, lagde bandet uanmeldt et opslag op på deres Facebook-side, med et link til deres nye album, med titlen "Dansktop".

## Diskografi

### SomUkendt Kunstner
- Hælervarer, Side A (2012, EP)
- Hælervarer, Side B (2012, EP)
- Neonlys (2013)
- Forbandede Ungdom (2014)
- Den Anden Side (2016)
- Dansktop (2023)

### Som solokunstner
Album
- Forevigt (2019)
- [α] & [β] (2022)

Singler
- "Hvorfor?" (2019)
- "Tiden Læger Alle SÅr" (2019)
- "somendrøm" (2021)
- "Juno 18" (2022)